# Obsjtina Dobritj
Obsjtina Dobritj (bulgariska: Община Добрич) är en kommun i Bulgarien.   Den ligger i regionen Dobritj, i den östra delen av landet, 400 km öster om huvudstaden Sofia.
Följande samhällen finns i Obsjtina Dobritj:
- Dobritj

Runt Obsjtina Dobritj är det i huvudsak tätbebyggt. Runt Obsjtina Dobritj är det ganska tätbefolkat, med 104 invånare per kvadratkilometer.